# クリスティアン・カバセレ
クリスティアン・カバセレ（Christian Kabasele 、1991年2月24日 - ）は、コンゴ民主共和国・ルブンバシ出身でベルギー国籍のプロサッカー選手。元ベルギー代表。セリエA・ウディネーゼ・カルチョ所属。ポジションは、ディフェンダー。

## 経歴
2008年、KASオイペンでプロキャリアをスタート。
2011年1月、KVメヘレンにシーズン終了までレンタル移籍することが発表された。同月のKVCウェステルロー戦で移籍後初出場。4月のリールセSK戦でプロ初ゴール。
2011年8月、ブルガリアのPFCルドゴレツ・ラズグラドに3年契約で加入。
2012年8月、オイペンに2年契約で復帰。2014年1月、シーズン終了後にKRCヘンクに移籍することが発表された。
2016年7月、移籍金580万ポンドでプレミアリーグのワトフォードFCに移籍。
2023年7月25日、ウディネーゼ・カルチョに移籍した。

## 代表歴
U-18年代からベルギー代表に選出されている。
2016年5月、UEFA EURO 2016を戦うベルギー代表のメンバーに選ばれた。

## タイトル
ルドゴレツ・ラズグラド
- ファースト・プロフェッショナル・フットボールリーグ: 2011–12
- ブルガリア・カップ: 2011–12